# Tilloidea
Tilloidea — рід твердокрилих комах родини Cleridae.

## Опис
Надкрила з поперечними перев'язками.

## Систематика
До роду входять такі види:
- Tilloidea notata (Klug, 1842)
- Tilloidea transversalis (Charpentier, 1825)
- Tilloidea unifasciata (Fabricius, 1787)